# Rosa 'Great Western'
Rosa 'Great Western' — сорт Старых садовых роз (англ. Old Garden Rose) класса Розы Бурбонские (англ. Bourbon), Гибриды розы Китайской (англ. Hybrid China).
Сорт назван в честь известного трансатлантического почтового парохода «Great Western», который побил несколько рекордов скорости.

## Биологическое описание
Высота куста 150—245 см, ширина 120—150 см. Шипы многочисленные, маленькие и прямые.
Листва светло-зелёная, листочки округлые, в числе 3, 5, или 7.
Цветки обычно в кистях по 3—7, около 8 см в диаметре, плотные, махровые, плоские, малиново-красные с лиловым оттенком. Внешние лепестки слегка окантованы розовым, что придаёт цветкам дополнительный «объём».
Цветение однократное.
Аромат сильный, 8/10.

## В культуре
Зоны морозостойкости (USDA-зоны): от 5b (−23.3 °C… −26.1 °C) до 10b (+1.7 °C… +4.4 °C).

## Болезни и вредители
Иногда подвержены чёрной пятнистости.